# Bremenkanal
Der Bremenkanal (im Vereinigten Königreich Alphabet Chanel) ist eine 1 km lange Meerenge im Palmer-Archipel westlich der Antarktischen Halbinsel. Der Kanal trennt in der Gruppe der Melchior-Inseln die Bremeninsel im Nordwesten von der südöstlich liegenden Omegainsel und führt von der Meerenge The Sound im Südwesten zum Borrowman-Kanal zwischen der Omegainsel und der Etainsel im Nordosten.
Seine Entdeckung ist mit derjenigen der Bremeninsel am 2. Februar 2003 verknüpft. Seit dem 11. Juni 2004 trägt er seinen an die Benennung der benachbarten Insel angelehnten Namen.